# Hugh William Lumsden Saunders

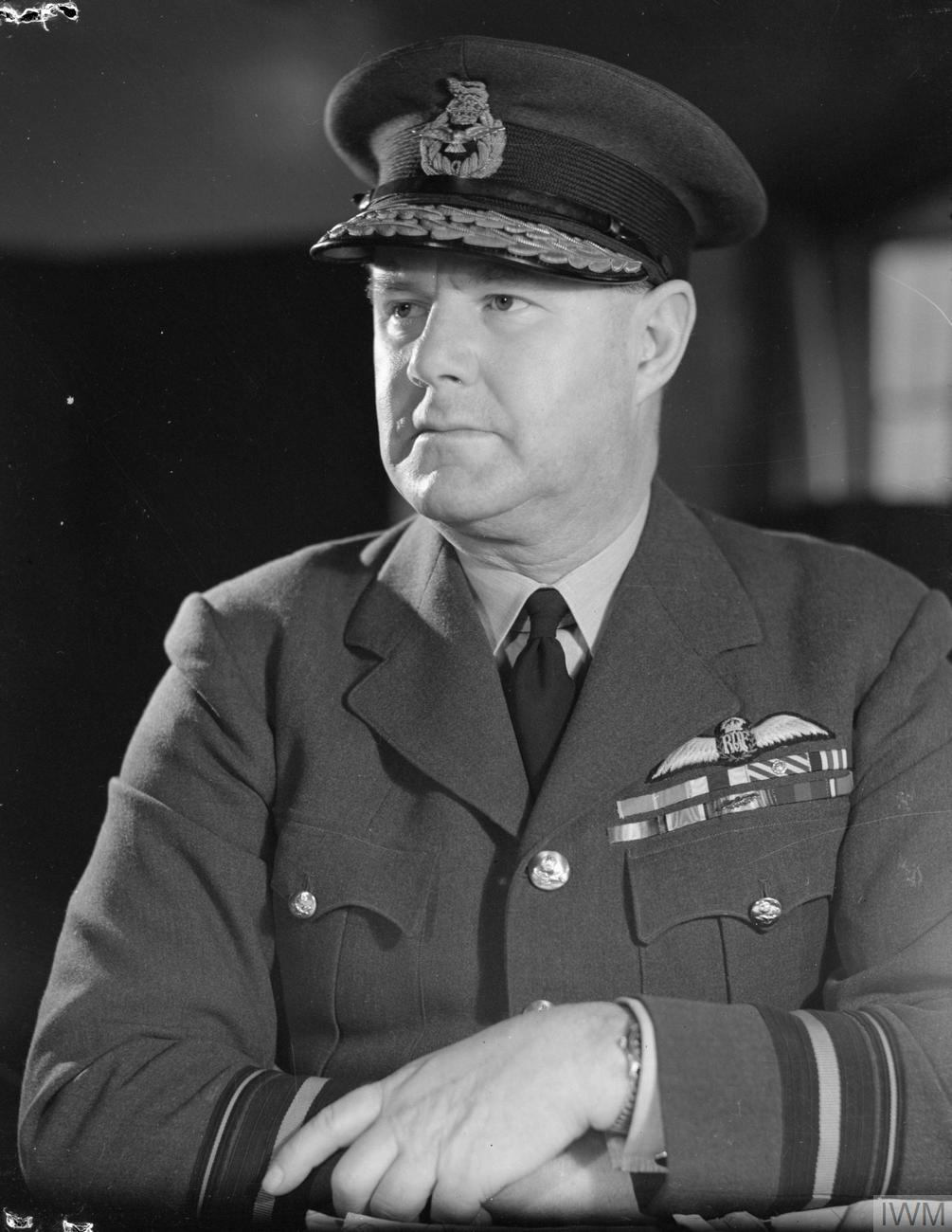
Hugh Saunders als Kommandeur der No. 11 Group

Sir Hugh William Lumsden Saunders GCB, KBE, MC, DFC & Bar, MM (* 24. August 1897 in Germiston, Transvaal; † 8. Mai 1987 in Hampshire) war ein aus Südafrika stammender Offizier der britischen Royal Air Force.

## Militärische Karriere
Saunders trat nach Ausbruch des Ersten Weltkriegs im August 1914 als Soldat des Witwatersrand Rifles Regiment in die South African Army ein. Nach erfolgreicher Invasion Deutsch-Südwestafrikas 1915 meldete er sich zum 3rd South African Infantry Battalion, das nach Frankreich verlegt wurde und an der Schlacht an der Somme teilnahm. 1917 absolvierte er eine Pilotausbildung und wurde Offizier bei der No. 84 Squadron des Royal Flying Corps. Mit 15 im Laufe des Jahres 1918 erzielten Luftsiegen gilt er als dreifaches Fliegerass.
Am 29. Mai 1929 wurde er zum Squadron Leader der Royal Air Force befördert. 1932 wurde er zum kommandierenden Offizier der No. 45 Squadron ernannt.
Im Zweiten Weltkrieg diente er zunächst im Rang eines Group Captain als Stabschef für die Royal New Zealand Air Force, bevor er im Rang eines Air Commodore im Februar 1942 leitender Luftwaffenoffizier des Hauptquartiers im Fighter Command wurde.
Im November 1942 erfolgte schließlich seine Ernennung zum befehlshabenden Luftwaffenoffizier der No. 11 Group und im folgenden Monat seine Beförderung zum Air Vice Marshal. Im November 1944 stieg er zum Director-General of Personnel im Luftfahrtministerium auf. Am Ende des Zweiten Weltkriegs wurde er nach Birma versetzt, bevor er im Januar 1947 zum oberbefehlshabenden Luftwaffenoffizier des Bomber Command aufstieg und im Juli 1947 Air Marshal befördert wurde. Von 1949 bis 1951 war er Generalinspekteur der Royal Air Force.
Im Mai 1950 erreichte er schließlich den Dienstgrad eines Air Chief Marshal und nahm im April 1951 seinen letzten Dienstposten als Air Deputy to Supreme Allied Commander Europe ein. Zwei Jahre später ging er in den Ruhestand.